# Youth Cup kobiet w kombinacji norweskiej 2024/2025
Sezon 2024/2025 Youth Cup kobiet w kombinacji norweskiej. Rywalizacja rozpoczęła się 23 sierpnia 2024 w austriackim Tschagguns, natomiast zakończyła się 19 stycznia 2025 w czeskim Harrachovie.
W grupie Youth I w sezonie 2024/2025 startowały zawodniczki urodzone w latach 2010-2012, natomiast w grupie Youth II zawodniczki urodzone w latach 2007-2009.

## Kalendarz i wyniki Youth I
| Lp. | Data             | Miejscowość | Konkurencja           | 1. miejsce           | 2. miejsce      | 3. miejsce               |
| --- | ---------------- | ----------- | --------------------- | -------------------- | --------------- | ------------------------ |
| 1.  | 23 sierpnia 2024 | Tschagguns  | Gundersen HS66/2,4 km | Michele-Sophie Eller | Mareike Züfle   | Capucine Mesnil          |
| 2.  | 24 sierpnia 2024 | Tschagguns  | Gundersen HS66/2,8 km | Michele-Sophie Eller | Anna Brandner   | Mareike Züfle            |
| 3.  | 18 stycznia 2025 | Harrachov   | Gundersen HS73/3,8 km | Anna Brandner        | Kristiane Tyrom | Hannah Christina Brobeck |
| 4.  | 19 stycznia 2025 | Harrachov   | Gundersen HS73/2,5 km | Anna Brandner        | Kristiane Tyrom | Hannah Christina Brobeck |

## Kalendarz i wyniki Youth II
| Lp. | Data             | Miejscowość | Konkurencja           | 1. miejsce             | 2. miejsce             | 3. miejsce             |
| --- | ---------------- | ----------- | --------------------- | ---------------------- | ---------------------- | ---------------------- |
| 1.  | 23 sierpnia 2024 | Tschagguns  | Gundersen HS66/2,4 km | Giulia Belz            | Maša Likozar Brankovič | Marion Droz Vincent    |
| 2.  | 24 sierpnia 2024 | Tschagguns  | Gundersen HS66/2,8 km | Maša Likozar Brankovič | Marion Droz Vincent    | Manca Kobentar         |
| 3.  | 18 stycznia 2025 | Harrachov   | Gundersen HS73/5 km   | Ludovica Del Bianco    | Julie Ošmerová         | Mara-Jolie Schlossarek |
| 4.  | 19 stycznia 2025 | Harrachov   | Gundersen HS73/2,5 km | Ludovica Del Bianco    | Ingrid Græsli          | Julie Ošmerová         |

## Klasyfikacje
| Lp. | Zawodnik                 | Punkty |
| --- | ------------------------ | ------ |
| 1.  | Anna Brandner            | 345    |
| 2.  | Hannah Christina Brobeck | 258    |
| 3.  | Kristiane Tyrom          | 250    |
| 4.  | Luīze Čodere             | 208    |
| 5.  | Michele-Sophie Eller     | 200    |
| 6.  | Lucia Sirágiová          | 186    |
| 7.  | Mareike Züfle            | 170    |
| 8.  | Zara Zelenčík            | 168    |
| 9.  | Capucine Mesnil          | 140    |
| =   | Laly Pingat              | 140    |

| Lp. | Zawodnik               | Punkty |
| --- | ---------------------- | ------ |
| 1.  | Ludovica Del Bianco    | 310    |
| 2.  | Ingrid Græsli          | 263    |
| 3.  | Julie Ošmerová         | 246    |
| 4.  | Maša Likozar Brankovič | 190    |
| 5.  | Anna Oberhofer         | 179    |
| 6.  | Erika Pinzani          | 177    |
| 7.  | Marion Droz Vincent    | 170    |
| 8.  | Giulia Belz            | 155    |
| 9.  | Mara-Jolie Schlossarek | 150    |
| 10. | Manca Kobentar         | 135    |